# Мискантус
Миска́нтус, или ве́ерник (лат. Miscánthus) — род многолетних травянистых растений семейства Злаки (Poaceae).
Латинское название рода происходит от греч. μίσχος — черешок и ἂνθος — цветок и связано со способом прикрепления колосков.

## Распространение и экология
Представители рода распространены в тропической, субтропической и теплоумеренной зонах Азии, Африки и Австралии.
Нетребовательны, но предпочитают свежие почвы, хорошо растут на различных типах почв, кроме песков и тяжёлых глин. Прекрасно себя чувствуют на переувлажнённых участках, но могут расти и на относительно сухих местах, разрастаясь при этом не так сильно. Предпочитают тёплый, влажный климат, но многие сорта и виды неплохо адаптировались к условиям средней полосы России.
Размножаются подзимним посевом семян и осторожным делением куста весной.

## Ботаническое описание
Растения высотой 80—200 см, обычно образующие крупные, довольно рыхлые дерновины с ползучими корневищами. Стебли прямостоячие.
Листья кожистые, чешуевидны. Листовые пластинки шириной 0,5—1,8 см, линейные или ланцетно-линейные, очень жёсткие.
Метёлки длиной 10—30 см, более или менее веерообразные (с длинными боковыми веточками и сильно укороченной общей остью); колоски длиной 0,3—0,7 см, с одним вполне развитым цветком; колосковые чешуи равны колоскам, тонкокожистые; нижние цветковые чешуи более короткие, перепончатые, без ости или с остью.

## Значение и применение
Мискантусами украшают берега водоёмов, их высаживают отдельно или группами в миксбордерах, рокариях, возле газонов. Практически все мискантусы имеют длительный период декоративности — с весны до поздней зимы. Осенью их листва окрашивается в различные оттенки жёлтого, коричневого, бордового цветов.
Соцветия мискантуса используют при создании сухих флористических композиций. С этой целью их соцветия используют в фазе полной зрелости, когда они становятся пушистыми.
Мискантус также может быть использован в качестве биоэнергетического топлива, поскольку урожай с одного посева можно собирать на протяжении 30 лет в количестве до 30 тонн с гектара.
С одного растения можно получить примерно 1 кг биомассы, с гектара — 18-22 т биомассы, которая содержит 42-44% целлюлозы. Мискантус можно использовать для производства биотоплива, наполнителей для кошачьих туалетов, лёгких строительных блоков и разных видов биоразглагаемой упаковки, например, контейнеров для яиц и подстаканников для кофе.
Институт цитологии и генетики СО РАН изучает возможность использования мискантуса для производства целлюлозы и лигнина вместо хлопчатника.

## Классификация

### Представители
Род насчитывает до 40, по данным сайта The Plant List, около 16 видов:
- Miscanthus changii Y.N.Lee
- Miscanthus depauperatus Merr.
- Miscanthus ecklonii (Nees) Mabb. [syn. Miscanthus capensistypus[1]]
- Miscanthus erectus Gibbs.-Russ.
- Miscanthus floridulus (Labill.) Warb. ex K.Schum. & Lauterb.
- Miscanthus fuscus (Roxb.) Benth.
- Miscanthus ×giganteus J.M.Greef, Deuter ex Hodk., Renvoize — Мискантус гигантский (гибрид Мискантуса китайского и Мискантуса сахароцветного)
- Miscanthus junceus (Stapf) Pilg.
- Miscanthus nepalensis (Trin.) Hack.
- Miscanthus nudipes (Griseb.) Hack.
- Miscanthus oligostachyus Stapf
- Miscanthus paniculatus (B.S. Sun) Renvoize & S.L. Chen
- Miscanthus sacchariflorus (Maxim.) Hack. — Мискантус сахароцветный
- Miscanthus sinensis Andersson — Мискантус китайский, или Веерник китайский
- Miscanthus tinctorius (Steud.) Hack.
- Miscanthus violaceus (K.Schum.) Pilg.

### Таксономия
Род Мискантус входит в подсемейство Просовые (Panicoideae) семейства Злаки (Poaceae) порядка Злакоцветные (Poales).
|  |                                      |  |                                                              |                                                              |                 |  | ещё 17 семейств (согласно Системе APG III) | ещё 17 семейств (согласно Системе APG III)   |                                              |  |                   |  | ещё более 220 родов | ещё более 220 родов |  |
|  |                                      |  |                                                              |                                                              |                 |  | ещё 17 семейств (согласно Системе APG III) | ещё 17 семейств (согласно Системе APG III)   |                                              |  |                   |  | ещё более 220 родов | ещё более 220 родов |  |
|  |                                      |  |                                                              | порядок Злакоцветные                                         |                 |  |                                            |                                              | подсемейство Просовые                        |  |                   |  |                     |                     |  |
|  |                                      |  |                                                              | порядок Злакоцветные                                         |                 |  |                                            |                                              | подсемейство Просовые                        |  | от 15 до 40 видов |  |                     |                     |  |
|  | отдел Цветковые, или Покрытосеменные |  |                                                              |                                                              | семейство Злаки |  |                                            |                                              | род Мискантус                                |  |                   |  |                     |                     |  |
|  | отдел Цветковые, или Покрытосеменные |  |                                                              |                                                              |                 |  |                                            |                                              |                                              |  |                   |  |                     |                     |  |
|  |                                      |  | ещё 44 порядка цветковых растений (согласно Системе APG III) | ещё 44 порядка цветковых растений (согласно Системе APG III) |                 |  |                                            | ещё 6 подсемейств (согласно Системе APG III) | ещё 6 подсемейств (согласно Системе APG III) |  |                   |  |                     |                     |  |
|  |                                      |  |                                                              | ещё 44 порядка цветковых растений (согласно Системе APG III) |                 |  |                                            |                                              | ещё 6 подсемейств (согласно Системе APG III) |  |                   |  |                     |                     |  |